# Głupianka
Głupianka – wieś sołecka w Polsce położona w województwie mazowieckim, w powiecie otwockim, w gminie Kołbiel. 
| SIMC    | Nazwa | Rodzaj    |
| ------- | ----- | --------- |
| 0674690 | Kresy | część wsi |

Wieś szlachecka Wola Głupia położona była w drugiej połowie XVI wieku w powiecie garwolińskim  ziemi czerskiej województwa mazowieckiego. W latach 1975–1998 miejscowość administracyjnie należała do województwa siedleckiego.
Wierni Kościoła rzymskokatolickiego należą do parafii Świętej Trójcy w Kołbieli.
We wsi znajduje się kaplica św. Anny na polanie Joście.